# Princess Tower
La Princess Tower est un gratte-ciel inauguré à Dubaï en mai 2012. L'immeuble se trouve dans ce qu'on appelle la Dubaï Marina.
À son ouverture, il est le plus haut gratte-ciel résidentiel du monde, juste devant la Marina 101, aussi situé à Dubaï. en 2015, il est dépassé par le 432 Park Avenue à New York. Il est le deuxième plus haut édifice de l’émirat après le Burj Khalifa.
La Princess Tower se trouve juste à côté de l'Emirates Crown, un autre gratte-ciel de 296 mètres de haut.